# لئون فلیشر
لئون فلیشر (انگلیسی: Leon Fleisher؛ ‏ ۲۳ ژوئیهٔ ۱۹۲۸ – ۲ اوت ۲۰۲۰) موسیقی‌دان، رهبر ارکستر، نوازنده پیانوی کلاسیک و مدرس موسیقی اهل ایالات متحده آمریکا بود. وی یکی از مشهورترین نوازندگان پیانو و مربیان علوم پرورشی در جهان بود. روزنامه‌نگار موسیقی «ایلاجا لو» او را «یکی از ناب‌ترین و متعالی‌ترین موسیقی‌دانانی که آمریکا تاکنون معرفی نموده‌است» نامید.
لئون فلیشر نواختن پیانو را از ۴ سالگی آغاز نمود و در سن ۹ سالگی، از شاگردان آرتور اشنابل شد و در سن ۱۶ سالگی به‌همراه فیلارمونیک نیویورک در تالار کارنگی به اجرای برنامه پرداخت که رهبر ارکستر مشهور فرانسوی «پی‌یر مونتو» او را «پیانیست کشف‌شدهٔ قرن» خواند. وی در سن ۳۶ سالگی به سبب نوعی بیماری عصبی به نام «دیستونی موضعی» عملکرد دست راست خودش را از دست داد و بدین ترتیب تمرکزش رو برروی آثاری گذاشت که برای اجرا با دست چپ نوشته شده بود، مثل «کنسرتوی پیانو برای دست چپ» اثر موریس راول.
او بیش از ۶۰ سال، معلم و مدرس موسیقی در «مؤسسهٔ پی‌بادی» در دانشگاه جانز هاپکینز، مؤسسه موسیقی کرتیس، «کنسرواتوار سلطنتی موسیقی تورنتو» و مراکز آموزشی دیگر بود.
لئون فلیشر در سال ۲۰۱۲ میلادی به دعوت روث بیدر گینزبرگ در دیوان عالی ایالات متحده آمریکا پیانو نواخت.
وی در سال ۲۰۰۶ میلادی برندهٔ نشان هنر و ادب فرانسه و در سال ۲۰۰۷ میلادی برندهٔ جایزه مرکز کندی شد. او همچنین از دانشگاه تاوسان، دانشگاه سینسینتی، کالج سینت الاف، کالج آمهرست، مدرسه جولیارد و دانشگاه جانز هاپکینز مدرک دخترای افتخاری دریافت نمود.